# Gonomyia (Leiponeura) sinuosa
Gonomyia (Leiponeura) sinuosa is een tweevleugelige uit de familie steltmuggen (Limoniidae). De soort komt voor in het Oriëntaals gebied.